# Ellen Gibson
Ellen Linnea Christina Gibson, född 28 april 1996 i Stockholm, är en svensk fotbollsspelare som spelade för Hammarby IF till och med 2024.

## Klubbkarriär
Gibson debuterade i Damallsvenskan som 15-åring. Under 2015 och 2016 var hon i USA och studerade på Santa Clara University.

## Landslagskarriär
Gibson har spelat 17 matcher för Sveriges U17-landslag samt två matcher för U19-landslaget.